# کارلوس تیموتئو گریگول
کارلوس تیموتئو گریگول (انگلیسی: Carlos Timoteo Griguol; ۴ سپتامبر ۱۹۳۶ – ۶ مهٔ ۲۰۲۱) بازیکن فوتبال اهل آرژانتین بود.
از باشگاه‌هایی که در آن بازی کرده‌است می‌توان به باشگاه فوتبال روساریو سنترال و باشگاه فوتبال رئال بتیس اشاره کرد.
وی همچنین در تیم ملی فوتبال آرژانتین بازی کرده‌است.